# Arbitus
Arbitus war ein antiker römischer Toreut (Metallbildner), wahrscheinlich in der zweiten Hälfte des 1. Jahrhunderts in Gallien tätig.
Arbitus ist heute nur noch aufgrund eines Signaturstempels auf einer Bronzekasserolle bekannt. Diese wurde in Eclépens im Kanton Waadt gefunden. Heute befindet sich das Stück im Musée cantonal d'archéologie et d'histoire.

## Einzelbelege
1. ↑  Inventarnummer 24-662; Richard Petrovszky: Studien zu römischen Bronzegefäßen mit Meisterstempeln. Leidorf, Buch am Erlbach 1993, S. 209, Nr. A.21.

| Personendaten    | Personendaten                              |
| ---------------- | ------------------------------------------ |
| NAME             | Arbitus                                    |
| KURZBESCHREIBUNG | antiker römischer Toreut                   |
| GEBURTSDATUM     | 1. Jahrhundert v. Chr. oder 1. Jahrhundert |
| STERBEDATUM      | 1. Jahrhundert oder 2. Jahrhundert         |